# Culture de la mort
 (décembre 2018).
- Si vous ne connaissez pas le sujet, laissez ce bandeau (vous pouvez alors contacter les auteurs).
- Si vous supprimez le contenu mis en cause (vous pouvez préalablement contacter les auteurs),

argumentez précisément cette suppression dans la page de discussion
(un manque de référence n'est pas un argument ; une recherche réelle de référence doit avoir été effectuée, être formellement documentée).
L'expression culture de la mort a deux significations distinctes :
- Un terme utilisé en anthropologie et en sociologie pour décrire des phénomènes socioculturels où ont été glorifiés ou encore vénérés la mort (on parle alors plus volontiers de « culte de la mort »[1]. Ce terme a été ensuite réutilisé, voir détourné de son sens, pour décrire des groupements humains formels ou informels qui manifestent une certaine admiration pour les attentats-suicides[réf. souhaitée].

- Un concept introduit par le pape Jean-Paul II en 1993, et développé dans l'encyclique Evangelium Vitæ.

De façon plus ambiguë, le syntagme « culture de la mort » se rencontre dans certains discours politiques contemporains, notamment aux États-Unis et en Pologne, pour décrire une position en réaction à certains sujets sociétaux comme l'avortement, l'eugénisme, l'euthanasie, le clonage humain ou encore la peine de mort[réf. nécessaire]. 
On trouve ainsi, à l'opposé, des discours qui manifestent la « culture de la vie ».